# IV Premis Cinematogràfics José María Forqué
La cerimònia dels IV Premis Cinematogràfics José María Forqué es va celebrar al Casino de Madrid el 19 d'abril de 1999. Es tracta d'uns guardons atorgats anualment des de 1996 per l'EGEDA com a reconeixement a les millors produccions cinematogràfiques espanyoles pels seus valors tècnics i artístics produïdes entre l'1 de gener i el 31 de desembre de 1998. El premi consisteix en una claqueta de plata i 5.000.000 pessetes.
Aquesta vegada, per primer cop, la guanyadora fou escollida entre cinc finalistes escollides entre les 61 pel·lícules produïdes durant l'any. La gala fou presentada per Imanol Arias i gaudí de l'actuació del duo Gomaespuma. L'acte fou presidit pel Ministre d'Educació i Cultura, Mariano Rajoy, el Secretari d'Estat de Cultura, Miguel Ángel Cortés Martín; el Director General de l'ICAA, José María Otero, i el president d'EGEDA, Enrique Cerezo.

## Nominacions i premis
Els nominats i guanyadors d'aquesta edició foren: 
| Millor pel·lícula                                                                  |
| ---------------------------------------------------------------------------------- |
| - Barrio - El abuelo - Los amantes del círculo polar - La niña de tus ojos - Tango |